# 1535
Cette page concerne l'année 1535  du calendrier julien.
L'année 1535 est une année commune qui commence un vendredi.

## Événements

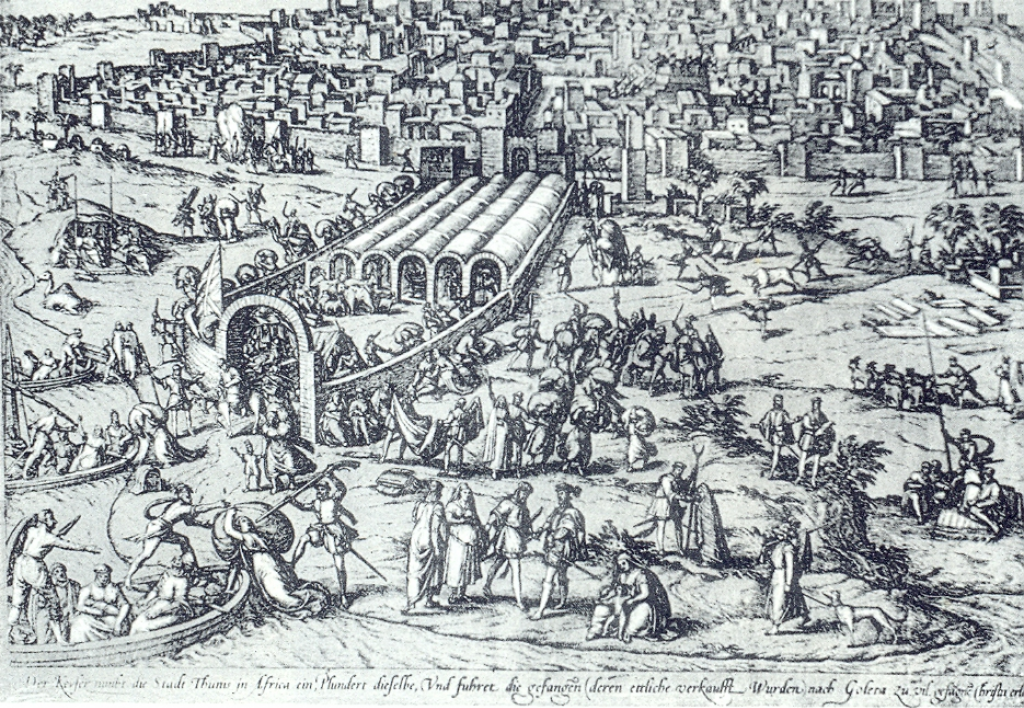
16 juin-21 juillet : bataille de Tunis

- 16 juin-21 juillet : bataille de Tunis. Charles Quint prend Tunis durant sa campagne contre l'amiral ottoman Khayr ad-Din Barberousse. Il restaure le sultan hafside Abû `Abd Allâh Muhammad V al-Hasan (Moulay Hassan)[1].
- 25 octobre : traité de Diu entre le gouverneur de l'Inde portugaise Nuno da Cunha et le sultan du Gujerat Bahâdûr Shâh. Ce dernier, qui connaît des difficultés politiques, achète l’aide des Portugais au prix des territoires de Salsette, Bassein et des îles de la baie de Bombay (Karanja, Elephantâ, Trombay). Les Portugais s’assurent le droit de construire un fort à Diu où ils résistent à l’assaut d’une flotte turque (1538).
- Ahmed Gragne, sultan de Harar (Adal), envahit le Tigré et rejoint la région de Kassala au Soudan et la terre musulmane du Mazaga[2]. Le Negus de l'Empire éthiopien Dawit II, sans cesse traqué, fait appel aux Portugais à qui il dépêche Bermudez, membre de l’ambassade portugaise de 1520[3]. Ceux-ci n’interviendront que vingt ans plus tard, en 1541.

### Amérique
- 18 janvier : fondation de Ciudad de los Reyes (Lima)[4].
- 9 mars, Brésil: arrivée au Pernambouc de Duarte Coelho, son premier donataire[5].
- 10 mars : les Espagnols découvrent les îles Galápagos[6].
- 17 avril, Barcelone : fondation de la vice royauté de Nouvelle Espagne. Antonio de Mendoza (1490-1552) devient vice-roi de Nouvelle-Espagne (fin en 1550)[7].
- 3 mai : l'expédition de Hernán Cortés en Basse-Californie atteint La Paz[7]. Cortès découvre la mer qui portera son nom et revendique la Californie pour l'Espagne. Les difficultés que rencontre la colonisation (maladies, attaques des Indiens) provoquent le rappel de l’expédition par le vice-roi Antonio de Mendoza en 1540.

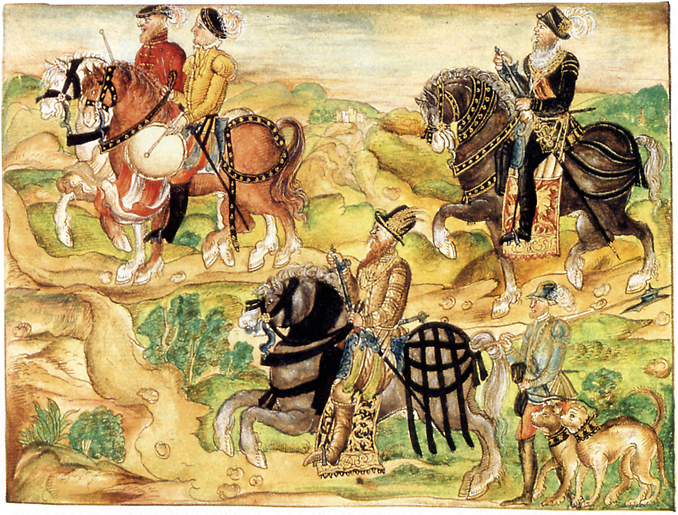
Mai : expédition de Georg Hohermuth von Speyer pour le compte des Welser au Venezuela

- 13 mai[8], Venezuela : départ d'une expédition malheureuse de Georg Hohermuth, dit Espira, associé de Nikolaus Federmann à partir de Coro (fin le 27 mai 1538)[9].
- 19 mai : début du deuxième voyage de Jacques Cartier, explorateur français, au Canada, parti de Saint-Malo le jour de la pentecôte (fin en 1536)[10].
- 23 mai, Brésil : fondation de la Capitainerie d’Espírito Santo du côté méridional de la baie de Santa Luzia par Vasco Fernandes Coutinho. Cette baie a été découverte en 1501 par André Gonçalves et Amerigo Vespucci[11].
- 12 juin : partage de l’Empire péruvien entre Francisco Pizarro, nommé marqués de los Atabillos (Nouvelle-Castille) et Diego de Almagro (Nouvelle-Tolède)[12].
- 3 juillet : départ de Cuzco de l'expédition de Diego de Almagro au Chili[13], avec 570 Espagnols et 15 000 Indiens sous les ordres de Paulus, frère de Manco Cápac II (fin en 1537). Il perd 150 Espagnols et 10 000 Indiens dans la traversée des Andes avant d’atteindre la plaine de Copiapo, puis le Pacifique à Coquimbo. Passé le rio Rappel, il se heurte aux Araucans qui s’opposent à toute installation permanente des colons.
- 10 août : le jour de la fête de Saint-Laurent, Jacques Cartier fait relâche dans une petite baie qu’il appelle baie Saint-Laurent[10]. Il pense atteindre le Pacifique en remontant le fleuve Saint-Laurent.
- 6 septembre : Jacques Cartier découvre l’île aux Coudres, puis se rend jusqu’à Hochelaga (Montréal). Il baptise la montagne « labourée et fort fertile » au centre de cette île le « mont Royal » (2 octobre)[10].
- 15 octobre[7] : Antonio de Mendoza, envoyé au Mexique par Charles Quint pour évincer du pouvoir Hernán Cortés, marquis d’Oaxaca, arrive à Mexico.
- 14 décembre-15 avril 1536 : pendant l’hivernage à Stadaconé (Québec), 25 Français meurent du scorbut. Les autres sont sauvés par l’intervention des indigènes qui leur font ingérer une décoction d’écorces d’arbres. Cartier revient à Saint-Malo le 6 juillet 1536 avec le chef Donnacona porteur de douze pépites d’or[10]. Les femmes Iroquoises qu’il pense ramener en France meurent au cours du voyage, renforçant la méfiance des Indiens à son retour.

### Europe
- 21 janvier : le roi François Ier dirige la procession expiatoire à la suite de l’affaire des Placards[14].
- Janvier : Thomas Cromwell, nommé par Henri VIII vicaire général, dirige les affaires religieuses en Angleterre[15]. Il persécute les catholiques.
- 24 février : Jean Zapolyai offre à Ferdinand de Habsbourg une paix sur une base de partage de la Hongrie[16].
- 23 mai : William Tyndale, auteur de la traduction anglaise de la Bible, est arrêté sur ordre de l'empereur, enfermé à Vilvorde, condamné au bûcher par l’Inquisition et exécuté le 6 octobre 1536[17].
- 25 mai : arrivée d'anabaptistes allemands en Angleterre. Quatorze d'entre eux qui ne veulent pas se rétracter sont condamnés au bûcher[18].
- 4 juin : édition de la Bible d'Olivétan, première édition d’une Bible protestante en français[19]
- 11 juin : victoire de Christian III de Danemark à Øksnebjerg (Oxnebirg) près d'Assens dans la guerre du Comte. Lübeck échoue à rétablir la puissance de la Hanse[20].
- 22 juin : exécution de l’humaniste anglais John Fisher, évêque de Rochester[21].
- 24 juin : défaite des anabaptistes de Münster[22].
- 6 juillet, Angleterre : décapitation de Sir Thomas More[21].
- 9 juillet : à la mort du chancelier Duprat[23], le Conseil d’en Haut est dominé par les grands seigneurs : le dauphin, Marguerite de Navarre et son époux Henri d'Albret, Montmorency, l’amiral Philippe Chabot, Claude d'Annebaut, Claude de Guise, les cardinaux de Lorraine et de Tournon[24]. Philippe Chabot (1480-1543) devient Premier ministre de facto.
- 16 juillet : édit de Coucy offrant l’amnistie aux réformés repentis en France[25].
- 15 août : Le château de Caumont, propriété de Jean de Nogaret de la Valette est construit en Gascogne. Premier bâtiment d'architecture florentine dans la région.
- 30 août : le pape Paul III fulmine une bulle par laquelle Henri VIII est cité à comparaître dans quatre-vingt-dix jours à Rome, en personne ou par procuration, à défaut de quoi il serait excommunié et privé de la couronne. l’Angleterre est mise en interdit[26].
- 4 septembre : sac de Mahón (Minorque) par Khayr al-Din Barberousse[27].
- 12 septembre : Charles Quint est à Palerme[28].
- 4 octobre : parution de la traduction de la Bible en anglais faite par Coverdale en s'appuyant sur la version de Tyndale[17]. Thomas Cromwell autorise sa diffusion en Angleterre.
- 23 octobre : ordonnance d'Is-sur-Tille promulguée par François Ier, roi de France[29]. Elle étend celle de 1510, sous Louis XII, à la Provence. Les actes de justice doivent être rendus en langues vulgaires (voir aussi édit de Villers-Cotterêts)[30].
- 24 octobre : mort de François II Sforza. François Ier revendique aussitôt le Milanais pour son fils[31].
- 25 novembre : Angèle Mérici réunit à Brescia les sœurs de la Compagnie de Sainte-Ursule, laïques, vivant dans le siècle et ne prêtant aucun vœu, pour se consacrer à l’enseignement féminin[32]. L’ordre sera approuvé par le pape Paul III en 1544.

## Naissances en 1535
- 17 janvier : Edward Stafford, 12e (ou 3e) baron Stafford († 18 octobre 1603).
- 11 février : Grégoire XIV, pape italien († 16 octobre 1591).
- 22 février : Péter Bornemisza, pasteur et écrivain hongrois († 1584).
- 4 mars : Benito Pereira, jésuite, philosophe, théologien et exégète espagnol
- 22 mars : Philibert Guide (dit Hégémon), poète et fabuliste français († 29 novembre 1595).
- 31 mai : Alessandro Allori, peintre florentin († 22 septembre 1607).
- 2 juin : Léon XI, pape italien († 27 avril 1605).
- 11 juin : Domenico Toschi, cardinal italien († 26 mars 1620).
- 21 juin : Leonhard Rauwolf, naturaliste, médecin, botaniste et explorateur allemand († 15 septembre 1596).
- 24 juin :
  - Johannes Clajus, pédagogue, grammairien et théologien protestant allemand († 11 avril 1592).
  - Jeanne d'Autriche, princesse espagnole, fille de Charles Quint et d'Isabelle de Portugal († 7 septembre 1573).
- 4 juillet : Guillaume de Brunswick-Lunebourg, duc de Brunswick-Lunebourg et prince de Lunebourg († 20 août 1592).
- 22 juillet : Catherine Stenbock, reine de Suède († 13 décembre 1621).
- 21 août : Shimazu Yoshihiro, dix-huitième chef du clan Shimazu († 30 août 1619).
- 29 septembre : Luis Molina, jésuites espagnol († 12 octobre 1600).
- 16 octobre : Niwa Nagahide, samouraï des époques Sengoku et Azuchi Momoyama († 15 mai 1585).
- 30 octobre : François III d'Orléans-Longueville, comte de Montgommery, comte de Tancarville, vicomte d’Abberville, comte de Neufchâtel, pair de France († 22 septembre 1551).
- 22 novembre : Jean VI de Nassau-Dillenbourg, comte de Nassau-Dillenburg, comte de Nassau-Dietz, comte de Nassau-Hadamar, comte de Nassau-Siegen, stathouder de Frise, de Gueldre et de Zutphen († 8 octobre 1606).
- 1er décembre : Filippo Spinola, cardinal italien († 20 août 1593).
- 12 décembre : Gilbert Génébrard, théologien chrétien et religieux français († 16 février 1597).
- Date précise inconnue :
  - Araki Murashige, obligé d'Oda Nobunaga et daimyō (seigneur féodal) du château d'Itami de la fin de la période Sengoku († 20 juin 1586).
  - Guillaume d'Avançon, archevêque d'Embrun († juillet 1600).
  - Martin del Barco Centenera, poète d'origine espagnole († 1602).
  - Georg Bartisch, médecin allemand († 1607).
  - Bartolomeo Bartocci, commerçant italien adhérant à la réforme calviniste qui prend la citoyenneté genevoise († 25 mai 1569).
  - Marie de Beaucaire, baronne de Rié, princesse de Martigues, duchesse de Penthièvre, personnalité du département de la Vendée († 8 septembre 1613).
  - Jacques de Billy de Prunay, érudit, théologien, juriste, linguiste et abbé bénédictin français († 25 décembre 1581).
  - Vincent Carloix, écrivain français († 1571).
  - Thomas Cartwright, théologien et universitaire anglais († 27 décembre 1603).
  - Giovanni Antonio di Amato le Jeune, peintre maniériste italien († 1598).
  - Petrus Divaeus, historien, antiquaire et humaniste brabançon († 1581).
  - Guilford Dudley, époux de Lady Jeanne Grey, reine d'Angleterre pendant neuf jours († 12 février 1554).
  - Nicaise Ellebaudt, médecin, philosophe, philologue, traducteur et poète flamand († juin 1577).
  - Martin Frobisher, marin britannique († 22 novembre 1594).
  - Innocent Gentillet, avocat et jurisconsulte français († 23 juin 1588).
  - Bernard de Girard, historien français († 23 novembre 1610).
  - Louis Gollut, chroniqueur franc-comtois († 22 octobre 1595).
  - Frans Hogenberg, graveur sur cuivre, aquafortiste et cartographe flamand († 1590).
  - Pontus de Huyter, historien et philologue néerlandais († 9 août 1602).
  - Marc'Antonio Ingegneri, compositeur italien († 1er juillet 1592).
  - Thomas Legge, docteur en droit de l'ère élisabéthaine († 12 juillet 1607).
  - Oratio Montano, noble italien, chanoine de Saint-Pierre de Rome, évêque de Penne et d'Atri et archevêque d’Arles († 11 septembre 1603).
  - Nicole de Savigny, maîtresse d'Henri II, roi de France († 4 mars 1590).
  - François d'O, financier français et mignon d'Henri III, roi de France († 24 octobre 1594).
  - Gregorio Petrocchini, cardinal italien († 19 mai 1612).
  - Gian Vincenzo Pinelli, botaniste italien († 31 août 1601).
  - Nicolas Rapin, poète français († 16 février 1608).
  - Henri Ier de Rohan, aîné des enfants de René Ier († 1575).
  - André Streignart, prêtre carme et évêque auxiliaire de Liège († 17 mai 1615).
  - Charles de Téligny, seigneur de Lierville, Le Chastelier et de Montreuil-Bonnin, un des chefs protestants assassiné le jour de la Saint-Barthélemy († 24 août 1572).
  - Tsewang Namgyal, roi de la dynastie Namgyal du Ladakh († 1595).
  - Uemura Masakatsu, samouraï de l'époque Sengoku († 1592).
  - Lucas van Valckenborch, peintre flamand († 2 février 1597).
  - Baccio Valori le jeune, écrivain, humaniste et politicien italien († 1606).
  - Pietro Vinci, compositeur et madrigaliste italien († juin 1584).
  - Jacques de Wert, compositeur franco-flamand († 6 mai 1596).
- Vers 1535 :
  - Sofonisba Anguissola, peintre italienne († 1625).
  - Federico Barocci, peintre maniériste et graveur italien († 30 septembre 1612).
  - Jacques Béreau, poète français († vers 1565).
  - Pierre Brûlart, homme d'État français, seigneur de Genlis et de Crosne († 12 avril 1608).
  - Giambattista della Porta, écrivain italien († 4 février 1615).
  - Jean Liébault, médecin français († 21 juin 1596).
  - Sebastiano Menzocchi, peintre italien de l’école de Forlì († vers 1600).
  - John Nelson, prêtre catholique anglais, reçu dans la Compagnie de Jésus dans les ses derniers jours de sa vie en prison († 3 février 1578).
  - Robert Parsons, compositeur anglais († 1572).
  - Fabius Paulinus, médecin et humaniste († 1605).
  - Ercole Ramazzani, peintre et sculpteur maniériste italien († 4 août 1598).
- Vers 1525 ou vers 1535 :
  - Pietro Vinci, compositeur et madrigaliste italien († après le 14 juin 1584).

## Décès en 1535
- 21 janvier : Thomas Grammaye, administrateur de la monnaie des Pays-Bas méridionaux (° à la fin du XVe siècle.
- 18 février : Henri-Corneille Agrippa de Nettesheim, médecin et philosophe allemand (° 14 septembre 1486).
- 9 mars : Lorenzo Costa, peintre italien (° 1460).
- 6 juillet : Thomas More, écrivain, philosophe, théologien et homme politique anglais, et chancelier d'Angleterre est exécuté sur ordre d'Henri VIII.
- 9 juillet : Antoine Duprat, cardinal, chancelier de France (° 1463).
- 10 août : Ippolito de' Medici, cardinal italien (° 19 avril 1511).
- 23 septembre: Catherine de Saxe-Lauenbourg, reine de Suède du 24 septembre 1531 à sa mort, et de Finlande, épouse du roi Gustave Ier Vasa (° 24 septembre 1513).
- 24 octobre : Francesco II Sforza, duc de Milan.
- 3 décembre : Raimund Fugger, banquier allemand (° 1489)[33].
- Date précise inconnue :
- Franciscus Bossinensis, compositeur et luthiste de la Renaissance actif à Venise et ses environs (° 1485).
- Vers 1535 :
  - Juan de Borgoña,  peintre né en Bourgogne (° vers 1470).
  - Antonello de Saliba, peintre italien (° vers 1466).